# Judas and the Black Messiah
Judas y el Mesías Negro (Judas and the Black Messiah es su título original) es una película dramática biográfica estadounidense estrenada en 2021, sobre los sucesos reales que llevaron al asesinato del presidente de la sección de Illinois del Partido Pantera Negra en Chicago, Fred Hampton (interpretado por Daniel Kaluuya), a manos del FBI y la policía de Chicago, utilizando al infiltrado William O'Neal (interpretado por Lakeith Stanfield), informante del FBI, a finales de la década de 1960. Jesse Plemons, Dominique Fishback, Ashton Sanders, Darrell Britt-Gibson, Lil Rel Howery, Algee Smith, Dominique Thorne y Martin Sheen también forman el elenco. La película está dirigida y producida por Shaka King, quien escribió el guion con Will Berson, basado en una historia de la pareja y Kenny y Keith Lucas.

## Argumento
A fines de la década de 1960, el delincuente William "Bill" O'Neal (Lakeith Stanfield) es arrestado en Chicago después de intentar secuestrar un automóvil mientras se hacía pasar por un oficial federal. Se le acerca el agente especial del FBI Roy Mitchell (Jesse Plemons), quien le ofrece que se retiren los cargos de O'Neal si él trabaja encubierto para la oficina. O'Neal es asignado entonces a infiltrarse en el Partido Pantera Negra (BPP) y reunir información sobre su líder, Fred Hampton (Daniel Kaluuya).
O'Neal comienza a acercarse a Hampton, quien trabaja para formar alianzas con pandillas rivales y grupos de milicias mientras extiende el alcance comunitario a través del Programa Desayuno Gratis para Niños del BPP. Las persuasivas habilidades de oratoria de Hampton eventualmente ayudan a formar la multirracial "Rainbow Coalition". Además, Hampton se enamora de Deborah Johnson (Dominique Fishback), miembro del BPP. O'Neal comienza a transmitir información a Mitchell, quien a cambio lo compensa con dinero. Cuando un miembro fugitivo, George Sams (Terayle Hill), se esconde en la oficina local del BPP, O'Neal se entera por parte de Mitchell de que Sams es un informante cuya presencia en las oficinas del BPP le permite al FBI obtener órdenes de registro.
Después de que Hampton es arrestado y encarcelado, O'Neal comienza a ascender en las filas y es nombrado capitán de seguridad. Cuando ocurre un tiroteo entre la policía de Chicago y el BPP, O'Neal se escapa antes de que la policía reduzca a todos y queme el edificio. Posteriormente, O'Neal intenta dejar de ser un informante pero es rechazado por Mitchell.
Después de que Hampton es liberado de la prisión mientras apela sus cargos, se reúne con Deborah, ahora embarazada de su hijo. Un miembro del BPP, Jimmy Palmer (Ashton Sanders), que fue hospitalizado después de recibir un disparo de un oficial de policía, muere mientras lo trasladaban a otro hospital. Enfurecido al enterarse de la muerte de Jimmy, su compañero, Jake Winters (Algee Smith), se involucra en un tiroteo con la policía, matando a varios oficiales antes de ser asesinado a tiros.
Después de que la apelación de Hampton es rechazada, el director del FBI, J. Edgar Hoover, ordena que Hampton sea "neutralizado" antes de que regrese a prisión, para evitar que se convierta en un "mesías". Mitchell acorrala a O'Neal para que ayude con el plan advirtiéndole que el BPP tomará represalias contra él si descubren que es un informante, y O'Neal accede a ayudar a regañadientes. Más tarde, a O'Neal se le entrega un frasco de sedantes y se le ordena drogar la bebida de Hampton. La noche siguiente, los miembros del BPP se reúnen en el apartamento de Hampton antes de que salga a prisión. Un líder de una banda aliada le ofrece dinero a Hampton para que él huya del país, pero él lo rechaza y ordena que se establezca un fideicomiso con el dinero a nombre de Jake para abrir un hospital en la empobrecida zona oeste de la ciudad. A medida que avanza la noche, O'Neal droga a Hampton y se marcha poco después. Horas más tarde, oficiales y agentes allanan el apartamento y matan a Hampton a tiros. Más tarde, O'Neal se reúne con Mitchell, quien le da dinero y un par de llaves de una gasolinera que ahora posee. O'Neal intenta renunciar nuevamente, pero a regañadientes acepta el dinero y las llaves y se las guarda en el bolsillo.
La película termina con imágenes de archivo de los discursos de Hampton, de su procesión fúnebre y de la única entrevista que O'Neal concedió, en 1989. Las tarjetas de título indican que O'Neal continuó trabajando como informante dentro del BPP y se suicidó después de la entrevista. También se indica que se presentó una demanda contra el FBI en 1970 y 12 años después se resolvió por $1,85 millones de dólares.
Hoy, Fred Hampton Jr. y su madre se desempeñan como presidente y miembro de la junta del "Black Panther Party Cubs".

## Reparto
| - Lakeith Stanfield como William "Bill" O'Neal - Daniel Kaluuya como Fred Hampton - Jesse Plemons como Roy Mitchell - Dominique Fishback como Deborah Johnson - Ashton Sanders como Jimmy Palmer - Algee Smith como Jake Winters - Darrell Britt-Gibson como Bobby Rush | - Lil Rel Howery como Wayne - Dominique Thorne como Judy Harmon - Martin Sheen como J. Edgar Hoover - Amari Cheatom como Rod Collins - Khris Davis como Steel - Ian Duff como Doc Stachel | - Caleb Eberhardt como Bob Lee - Robert Longstreet como Agente Especial Carlyle - Amber Chardae Robinson como Betty Coachman - Nicholas Velez como José "Cha Cha" Jiménez - Terayle Hill como George Sams - Jermaine Fowler (sin acreditar) como Mark Clark |

## Producción

### Guion
Will Berson y King Shaka, durante varios años de escritura del guion, tuvieron mucha libertad con la historia del activista William O’Neal (Lakeith Stanfield), el “Judas” que compartía información sobre las Panteras Negras al FBI y la razón por la que el líder del partido de los "Boinas Negras", Fred Hampton (Daniel Kaluuya), haya sido asesinado, según Smithsonian Magazine, revista de la red de museos estadounidenses.
Hampton había salido recientemente de la cárcel y esperaba un hijo de la activista Akua Njeri (antes llamada Deborah Jonhson), la cual hoy aún hace vigilias para conmemorar el asesinato del hombre al que solo le gustaba la poesía revolucionaria, Fred Hampton. Pero nunca imaginó que un infiltrado en el Partido Pantera Negra iba a provocar su muerte.

## Recepción

### Taquilla
Judas and the Black Messiah recaudó $2.5 millones de dólares en 1.888 cines en Norteamérica durante su fin de semana de estreno de cuatro días, terminando segunda en la taquilla detrás de The Croods: A New Age.

## Premios y candidaturas
| Premio                                                 | Categoría                   | Candidato(a)                                          | Resultado  |
| ------------------------------------------------------ | --------------------------- | ----------------------------------------------------- | ---------- |
| Premios Óscar                                          | Mejor película              | Shaka King, Charles D. King y Ryan Coogler            | Candidatos |
| Premios Óscar                                          | Mejor actor de reparto      | Daniel Kaluuya                                        | Ganador    |
| Premios Óscar                                          | Mejor actor de reparto      | Lakeith Stanfield                                     | Candidato  |
| Premios Óscar                                          | Mejor guion original        | Will Berson, Shaka King, Kenny Lucas y Keith Lucas    | Candidatos |
| Premios Óscar                                          | Mejor fotografía            | Sean Bobbitt                                          | Candidato  |
| Premios Óscar                                          | Mejor canción original      | «Fight for You» (H.E.R., Dersnt Emile y Tiara Thomas) | Ganadora   |
| Premios del Sindicato de Productores de Estados Unidos | Mejor productor de película | Charles D. King, Ryan Coogler, Shaka King             | Candidatos |